# Gmina Richland (hrabstwo Dickinson)

Położenie Gminy Richland w hrabstwie Dickinson

Gmina Richland (ang. Richland Township) – gmina w USA, w stanie Iowa, w hrabstwie Dickinson. Według danych z 2000 roku gmina miała 261 mieszkańców, a jej powierzchnia wynosi 94,19 km².